# Museo Vikingo de Lofotr
El Museo Vikingo de Lofotr (en noruego: Lofotr Vikingmuseum) es un museo histórico desarrollado en torno a una reconstrucción y yacimiento arqueológico de un importante asentamiento vikingo y previkingo en la isla de Vestvågøya (en el archipiélago de Lofoten), condado de Nordland, Noruega. Se encuentra en Borg, un pequeño pueblo del municipio de Vestvågøy.
El museo es el fruto de una serie de excavaciones realizadas en el lugar en los años 1980, y actualmente forma parte del consorcio museístico noruego Museum Nord. El yacimiento de Borg es pieza clave en el entendimiento de las construcciones de la Edad del Hierro germánica.
El Museo Vikingo de Lofotr fue nominado para el Premio del museo europeo del año 2013.

## Las excavaciones
En 1983 fue descubierta por arqueólogos la Casa del Cacique de Borg (På Borg på Vestvågøya i Lofoten), una casa comunal vikinga de grandes dimensiones –la mayor estructura de la era vikinga noruega jamás descubierta–, que pudo haber sido erigida antes de 500 d. C. Aquello condujo a una investigación de fondo llevada conjuntamente por varias institutions escandinavas entre 1986 y 1989, concluyéndose en la reconstrucción de la casa algo más al norte de su sitio original (por motivo de futuros trabajos pendientes). La base de la Casa del Cacique medía 83 metros de largo sobre 9,5 metros de ancho, sobre los cuales se reconstruyó la estructura de 9 metros de altura. Se estima que la casa fue abandonada alrededor del año 950.
En torno a esta estructura se destapó un asentamiento que se estima que había existido en el lugar al menos a partir del siglo ii (según investigaciones de las chimeneas, ya hubo presencia humana en el lugar a principios de la era común), y desaparecido no antes de la ola de peste del siglo xv (una ola secundaria de la peste negra que afectaba la península escandinava). Durante la época vikinga (793-1066) el asentamiento contaba con al menos 115 granjas y 1800 habitantes, en torno de la figura del jefe local.

### Contexto histórico
Borg se encuentra en una cresta cuyas laderas descienden abruptamente hacia dos bahías, que durante la Edad del Hierro germánica eran fiordos, dificultando la entrada desde el mar a los navegantes procedentes de otros lugares. Aquello propició accidentes, que siglos más tarde se convertirían en hallazgos arqueológicos. En las orillas de una de las bahías de Vestvågøy se identificaron las estructuras de tres naves (Naust), dos de ellas lo suficientemente largas para ser drakkar (la más larga teniendo unos 30 metros de eslora). A partir de allí se procedió al descubrimiento de un complejo formado por granjas agrupadas en torno a un asentamiento que, aplicando lo aprendido en otros sitios arqueológicos, se pudo inferir que era una especie de cuartel o plaza céntrica regida por un cacique y su gente.
Este tipo de asentamientos se integran en lo que en arqueología, y sobre todo en su práctica en Alemania y los países nórdicos, se conoce como «estudio de las plazas céntricas de la edad de hierro» (Zentralplatzarchäologie der Eisenzeitforschung). El descubrimiento del yacimiento de Gudme, Dinamarca (datado en el siglo iii), junto al de Borg, marcó un punto de inflexión en la investigación de la edad de hierro germánica. SI bien ya eran conocidas una docena de estas plazas en Dinamarca anteriormente a 1993, una década más tarde ya se contaba con unos 40 hallazgos similares, tras el descubrimiento del asentamiento de Füsing.

## El museo
El Museo Vikingo de Lofotr abrió sus puertas en 1995, abarcando la construcción completa de la casa comunal, llamada Casa del Cacique, que servía de centro de la plaza, el taller del herrero, dos naves (réplicas completas del Barco de Gokstad en tamaño real) y sus cobertizos, y varias recreaciones históricas diseñadas para una experiencia más participativa del visitante y su inmersión en la vida de los habitantes del lugar en la era vikinga.
En septiembre de 2006 se planteó la expansión del museo y la construcción de un gran anfiteatro entre el edificio de recepción y la casa comunal, pero dicho plan se ha visto pospuesto por los hallazgos de múltiples objetos de cocina de hace dos milenios en la zona.
En la actualidad el museo consta de un par de construcciones que alojan dos exhibiciones permanentes y una sala de proyección de material audiovisual que cuenta la historia de las excavaciones de Borg. Algunos de los objetos exhibidos se consideran de alto valor arqueológico y singularidad. La mayor parte del museo está al aire libre, con caminos señalados y un conjunto de experiencias, que incluyen la vista de la casa comunal y la zona entera desde una colina, abordando los barcos vikingos, visitando distintos sitios en el perímetro y participando en recreaciones. Con ello se trata crear una experiencia única que sirve para asimilar lo que significaba el asentamiento de Borg para los vikingos de la época.